# Alianza Fútbol Club
L'Alianza Fútbol Club è una società calcistica salvadoregna, con sede a San Salvador. Milita nella Primera División de Fútbol Profesional, la massima serie del calcio salvadoregno.

## Storia
Fondato nel 1958, nacque con il nome di Alianza Intercontinental poiché uno dei fondatori era il peruviano Hocklenderd, dirigente dell'hotel "El Salvador Intercontinental" e tifoso del Club Alianza Lima. Successivamente il nome del club divenne Alianza Fútbol Club.
La società ha vinto nove campionati nazionali, una Copa Interclubes UNCAF e una CONCACAF Champions' Cup, primo club salvadoregno a vincere tale competizione.

## Numeri ritirati
2 - in onore del deceduto Roberto Rivas.

## Palmarès

### Competizioni nazionali
- Campionato salvadoregno di calcio: 17

1965-'66, 1967, 1986-'87, 1989-'90, 1993-'94, 1996-'97, Apertura 1998, Apertura 2001, Clausura 2004, Clausura 2011, Apertura 2015, Apertura 2017, Clausura 2018, Apertura 2019, Apertura 2020, Apertura 2021, Clausura 2022

#### Competizioni internazionali
- CONCACAF Champions' Cup: 1

1967
- Copa Interclubes UNCAF: 1

1997

### Altri piazzamenti
- CONCACAF Champions' Cup:

Terzo posto: 1994
- Copa Interclubes UNCAF:

Finalista: 1980
- CONCACAF League:

Semifinalista: 2019